# Castell de Roqueta
El castell de Roqueta és un edifici de Sant Martí de Tous (Anoia) declarat bé cultural d'interès nacional. Es troba dalt d'un turó, entre l'església de Santa Maria i el collet de Savinosa, a la banda sud-oest del terme, enfront a serra de Queralt.

## Descripció
El topònim "Ipsa Rocheta" del 960, és expressiu, d'antuvi, del caràcter muntanyenc i estratègic d'aquest castell. Situat a un sector de "la Marca", fou bastit contra els sarraïns. Dista una hora i mitja del nucli del poblat de Sant Martí de Tous. No se'n conserva quasi res, excepte restes de la base, bastit sobre roca i un mur comú al de les escasses restes de la capella del castell de la qual es conserven l'esmentat mur i algunes arcades de mig punt. Aquesta darrera part, denota un treball regular de pedra, no gaire gran i desigual. Roman qualque arc de mig punt. De totes maneres, per poder arribar a les poques runes que en queden, hi ha dificultats, ja que la vegetació cobreix el recinte molt bé.
La part més vistent de les ruïnes la forma un llenç de paret de considerables dimensions orientat a migdia. Fa 3,3 m d'alt, una longitud de 8,2 m i un gruix de 90 cm. Reforçat interiorment amb una paret on s'obren dues arcades amb arcs de mig punt adovellats. Pertanyia a una sala de si fa o no fa la longitud del mur sud i una amplada de 4 m. Sembla que podria correspondre a la sala principal, o bé a la capella del castell, dedicada a sant Miquel. El mur oest és mig ensorrat i no resta res dels murs est i nord. Era cobert per una volta de pedra ara esfondrada. A la paret sud hi ha dues espitlleres situades a dos nivells. Al punt més alt del turó hi ha algunes restes del que havia estat una torre, segurament la part més antiga del castell. L'aparell és de petits blocs de pedra d'uns 12 cm d'alt per 25 cm de llarg disposats en filades horitzontals i units amb morter de sorra i calç.

## Història

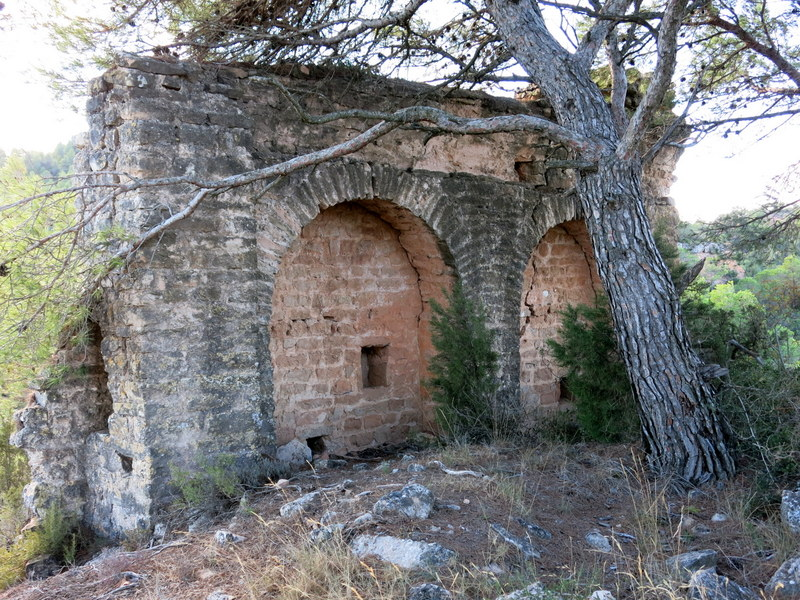
Castell de la Roqueta. Dos arcs de mig punt adovellats en una imatge del novembre de 2013.

Documentat des del 960 en l'acta de confirmació feta pel comte de Barcelona i Osona Borrell II al seu vassall Isarn, fill de Sal·la, també surt esmentat com a senyal dels límits del castell de Queralt el 976.
El 1018, Hug, fill d'Ansulf - ja mort-, testà el "Castrum meum Rocheta" a favor del fill Alamany encara que no és segur que aleshores ja hagués estat conquerit el castell. Fou, doncs, del llinatge dels Cervelló -malgrat que el 1029, un cert cavaller, dit Humbert, el senyorejà també-. També sabem que un nebot d'Hug de Cervelló, el Bernat Sendred, estava en litigi amb l'església de Vic per causa de la delimitació del territori de Tous el 1030. El litigi acabà amb una sentència de la comtessa Ermessenda i del seu fill Berenguer Ramon I a favor de la mitra vigatana. Un litigi posterior en la definició dels termes entre Bernat Sendred de Gurb-Queralt i Umbert de Cervelló es resolgué l'any 1030.
El 1043, el senyor d'aquest castell era l'Alemany de Cervelló i, de fet, l'església dedicada a Sant Miquel, va ser consagrada aquell any per l'Abat Oliba. Vers 1168 sembla que la castlania va recaure en Guillem de Montagut encara que la senyoria continuava en mans dels Alamany. Guerau Alamany, el 1193, el passà al fill Guillem de Cervelló.
El 1226, per llegat de Guerau Alemany de Cervelló passà al domini del monestir de Santes Creus quedant sots el seu control -el 1311 fou signat un conveni entre l'Abat i Pere de Tous per definir els límits dels respectius castells-. El 1358, Pere el Cerimoniós transferí el lloc de la Roqueta, que llavors pertanyia a la vegueria de Cervera, a la vegueria de Vilafranca del Penedès. El fogatjament del 1365-70 assignà 10 focs al "castell de Roqueta" pertanyents a l'Abat de Santes Creus i dins la vegueria de Vilafranca. Vers el 1381 aquesta xifra ja ha caigut a 5 llars.
A finals del segle xix, hom escrivia d'aquest castell: "Sols ne queden un pany de paret i algun tros de mina, que surt al cim de la serra per la part de casa Caselles".